# Ruslana Club'in
Ruslana Club'in är ett musikalbum av den ukrainska sångerskan Ruslana. Det innehåller remixer av låtarna på hennes tidigare album Wild Dances. Albumet släpptes i Ukraina den 26 november 2005 men har inte släppts i Sverige. 

## Låtlista
1. Wild Passion (DJ Small & LV Club Mix)
2. Dance with the Wolves (Harem Disco Mix)
3. Drum 'n' Dance (DJ Small & LV Club Mix)
4. Play , Musician! (Treat Brothers Happy Dub)
5. Wind Song (Michael Nekrasov Zebra Mix)
6. Wild Dances (DJ Small & LV Club Mix)
7. The Same Star (Treat Brothers Re-Pop)
8. The Tango We Used to Dance (DJ Small & LV Club Mix)
9. Dance with the Wolves (Treat Brothers Remix)
10. The Same Star (DJ Zebra & Sergei Repin Fusion House Remix)
11. Wind Song (DJ Small & LV Club Mix)
12. Wild Dances (C.V.T. vs DJ Nick 2005 Club Edit)